# Xırt
 (juin 2021).
Xırt (aussi Khirt’, Kishlak et Khyrt) est un village du district de Quba en Azerbaïdjan.  Le village fait partie de la commune de Güləzi (en).